# Йоран Перссон

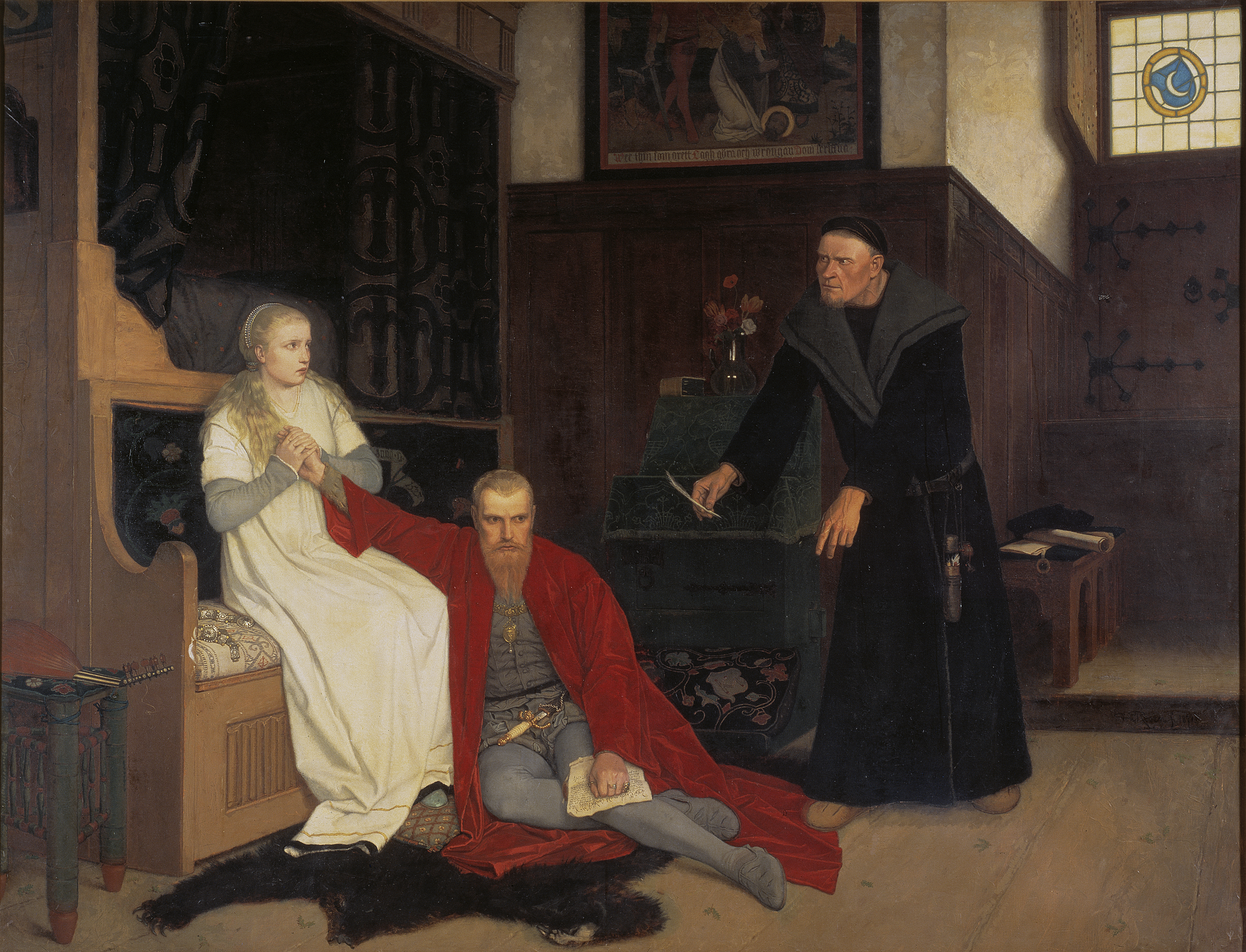
Карін Монсдоттер, Ерік XIV і Йоран Перссон на картині Георга фон Розена (1871)

Йоран Перссон (швед. Jöran Persson; близько 1530 — вересня 1569) — шведський державний діяч, канцлер короля Еріка XIV. Був призначений прокуратором та главою розшукової комісії, метою якої було викорінити усі ворожі для королівської влади елементи. Для цього було організовано розгалужену систему шпигунів.
Позиції Перссона були найбільш впливові 1563 року під час чварів між Еріком XIV і його братом Юханом. Програма Йорана передбачала зміцнення королівського самодержавства та ослаблення родової аристократії. Ерік програв брату і його ув'язнили, а канцлера було страчено 1569 року за наказом нового короля Юхана III.
На його честь названо астероїд.